# Marcel Mayer
Pour les articles homonymes, voir Mayer.
 (octobre 2020).
 (octobre 2020 (voir la section « Sources primaires »).
- Si vous ne connaissez pas le sujet, laissez ce bandeau (vous pouvez alors contacter les auteurs).
- Si vous supprimez le contenu mis en cause (vous pouvez préalablement contacter les auteurs),

argumentez précisément cette suppression dans la page de discussion
(un manque de référence n'est pas un argument ; une recherche réelle de référence doit avoir été effectuée, être formellement documentée).
Marcel Mayer, dit Mayer, est un sculpteur français né à Grenoble le 13 août 1918 et mort à Monaco le 18 septembre 2011.
Il a mené une carrière indépendante hors des écoles et des doctrines comme l’a dit de lui Albert Camus.

## Biographie
Natif de Grenoble, Marcel Mayer descend par sa mère, peintre et musicienne, d’une lignée de peintres bordelais aux origines ibériques et est très tôt initié aux arts plastiques. Il est le petit-neveu du peintre Nelson Dias, élève de Gustave Moreau.
Sa vocation précoce est freinée par l’irruption de la Seconde Guerre mondiale. Mobilisé très jeune, il est fait prisonnier en Allemagne.

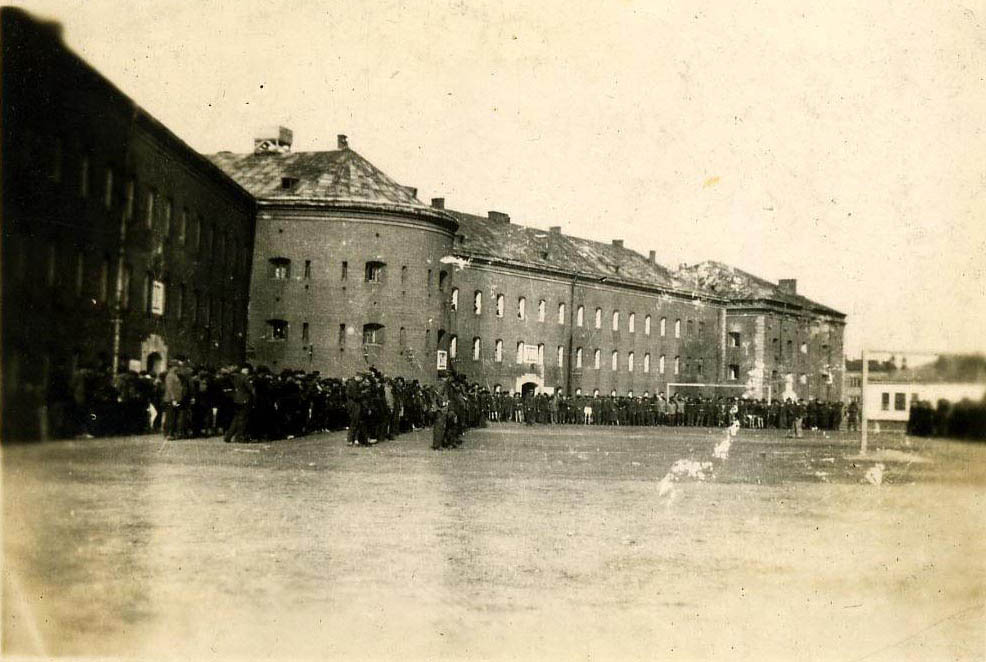
L’appel des prisonniers du Stalag 325 à la citadelle de Lemberg (Lviv). Photographie de Marcel Mayer (1943).

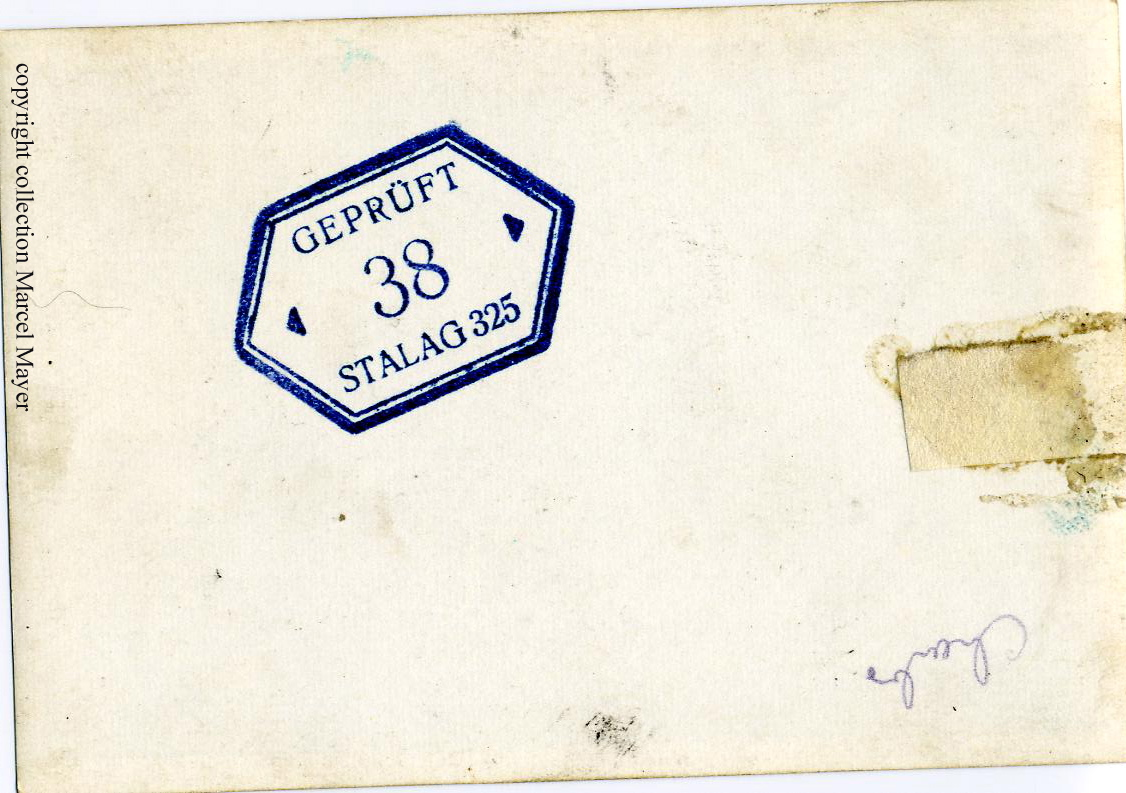
Estampille des autorités allemandes sur le verso des photographies ramenées du Stalag 325 par Marcel Mayer.

Il tentera de multiples évasions pour rejoindre la Résistance. Rattrapé chaque fois, il sera interné dans des camps de représailles de plus en plus durs jusqu’à sa déportation en Pologne au Stalag 325 de Rawa Ruska dans la forteresse de Lemberg (Lviv), réservé aux évadés récidivistes.
En dépit des circonstances, il continue à travailler, avec du matériel de fortune, le dessin, la fresque et la sculpture dans les divers camps.

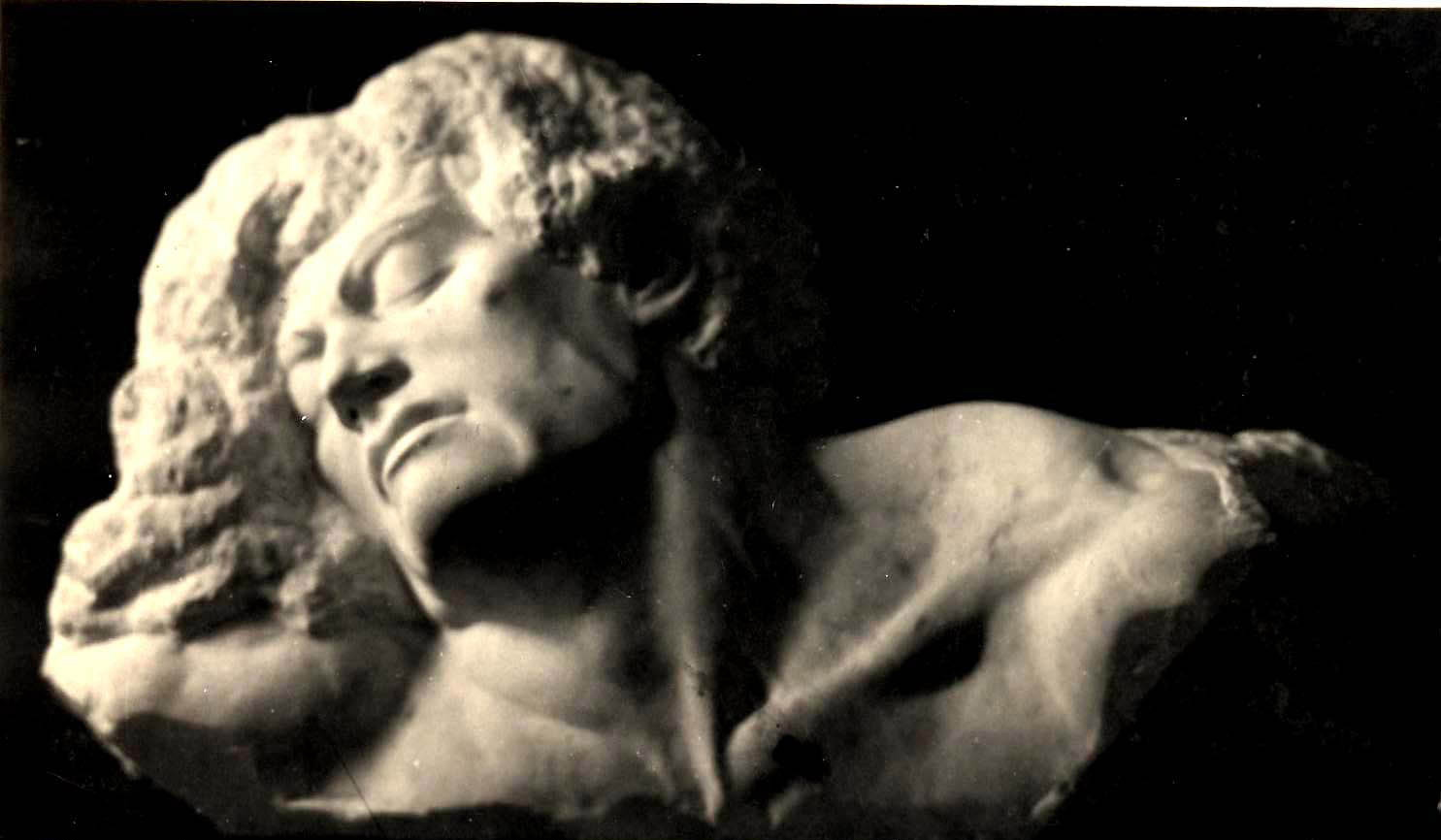
Monument Commémoratif de Rawa Ruska (1943), créé par Marcel Mayer durant sa détention dans le camp de représailles des évadés récidivistes à Lviv. Lviv, cimetière de Lytchakiv.

Au sein même de la forteresse de Lemberg au Stalag 325, puisant sur sa force intérieure, il crée un monument Le Prisonnier mourant, dédié aux prisonniers français morts en exil, sculpté en taille directe avec des outils forgés dans des ressorts d’armes antichar, dans un morceau de marbre provenant d’une tombe juive profanée par les nazis et auquel il entend ainsi redonner une dignité.

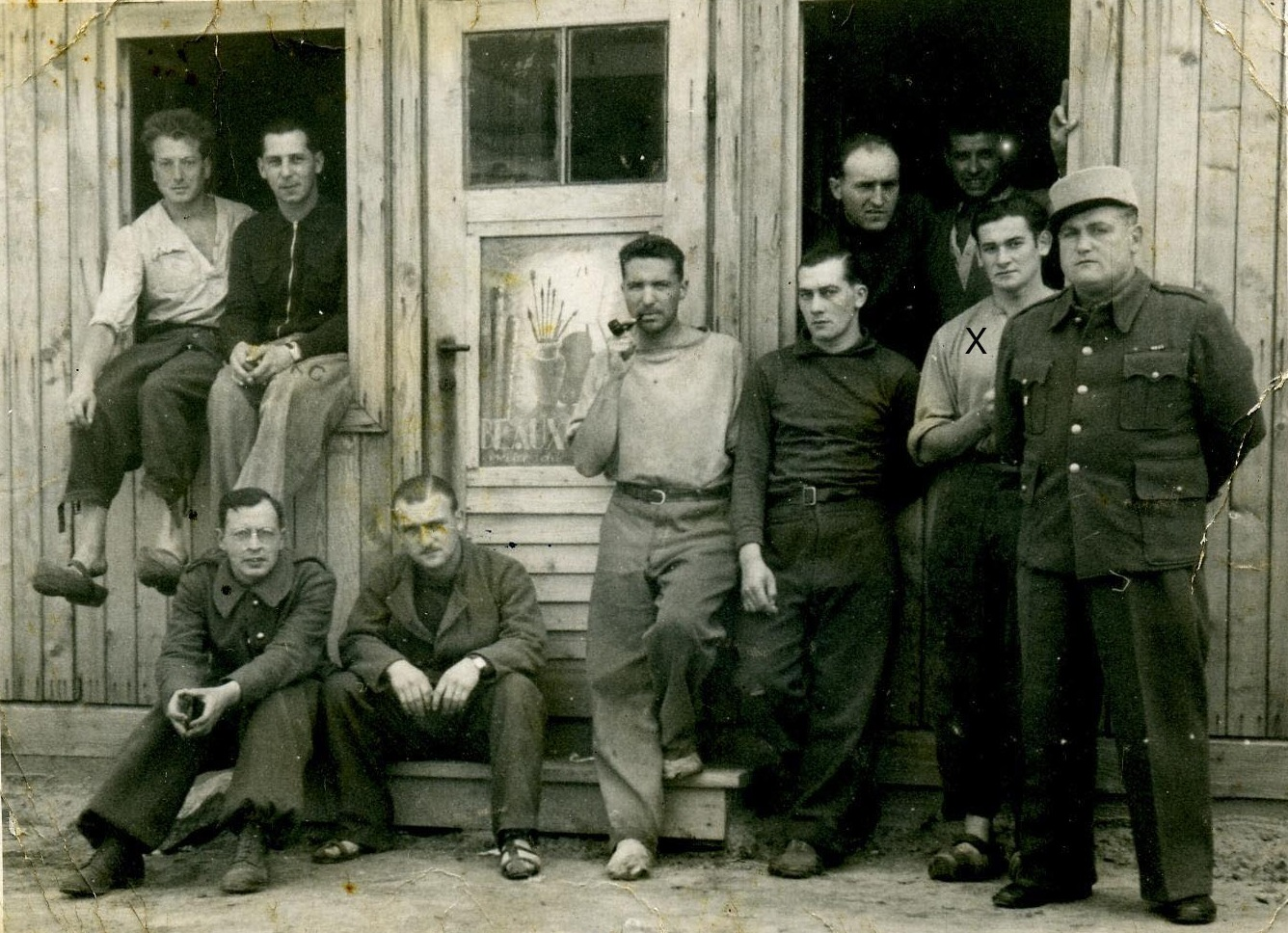
Marcel Mayer (croix) devant le baraquement des artistes du Stalag 325.

Celui-ci sera érigé, avec l’autorisation des autorités allemandes, sur la fosse des prisonniers français au cimetière de Lytchakiv de Lviv. C’est dans ce camp disciplinaire qu’il rencontre un tailleur de pierre prisonnier qui lui transmet un secret technique.
Libéré par les Américains après cinq années de captivité et six évasions, il rentre en France pour apprendre la mort de son frère aîné André Mayer, résistant du Vercors, fusillé par les Allemands.
Il lui est proposé d'entrer à l’atelier du sculpteur Charles Despiau, mais il refuse en raison du passif de collaboration de ce dernier, proche d’Arno Breker, le sculpteur officiel du Troisième Reich.
Il rejoint une partie de sa famille installée à Nice où la ville, sous la municipalité de Jacques Cotta, lui attribue un des ateliers officiels de la villa Paradisio, organisée pendant la guerre pour accueillir les prix de Rome. Cet atelier avait été précédemment occupé par le sculpteur René Collamarini qui, comme Mayer, était un adepte de la sculpture en taille directe. Il y travaillera sept ans, réalisant plusieurs commandes publiques où il mettra son art au service de la mémoire des heures sombres qu’il avait traversées.
Il est remarqué par Socrate Stavropulos, un mécène grec vivant à Trieste (Italie) qui acquiert une dizaine d’œuvres pour sa collection.

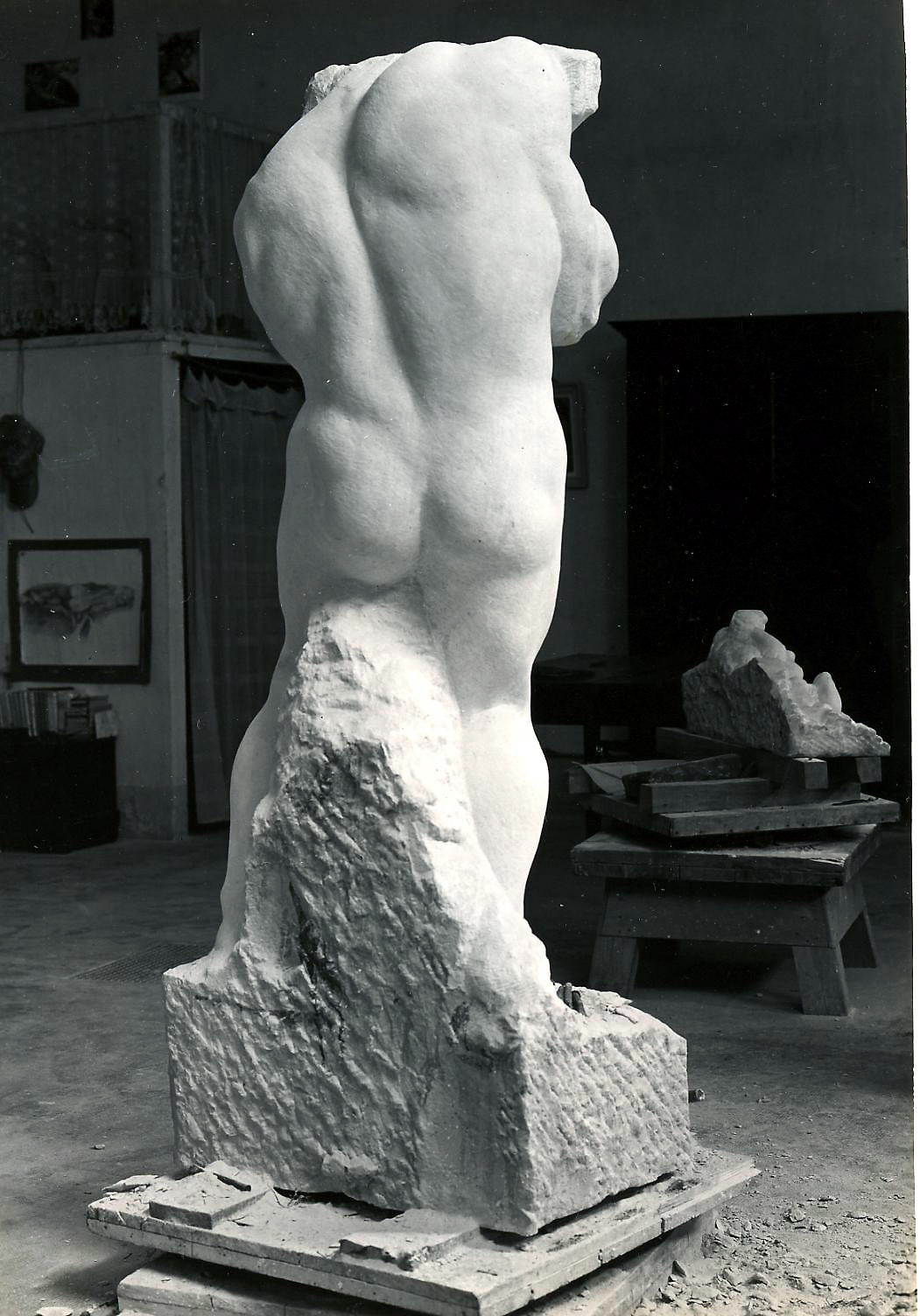
Le Monument à la Résistance d’Antibes en cours de réalisation dans l’atelier de Marcel Mayer à la villa Paradisio à Nice.

Son atelier devient un lieu de rencontre où l’on échange sur l’art, la philosophie, la spiritualité, l’orientalisme. Il s’y croise des personnalités aussi contrastées que la comtesse Marie de Saint-Exupéry, mère de l’écrivain Antoine de Saint-Exupéry avec qui il se lie d’amitié, Paul Léon de l’Institut, le père Valencin, ami de Teilhard de Chardin, le sculpteur Armand Fernandez, alors un fidèle, qui deviendra Arman et qui y amène Yves Klein. À Nice, il rencontré aussi Jean Cocteau qui l'encourage, et a des échanges très riches avec son ami et voisin d’atelier le peintre Jules Henri Lengrand.
Jean Médecin élu maire de Nice à la suite de Jacques Cotta, lui retirera l’atelier en 1952.
Mayer s'installe alors à Paris quelques années et a des rencontres enrichissantes avec les sculpteurs du moment comme Louis Leygue, Robert Couturier, René Leleu, Apelles Fenosa et René Collamarini.
Mayer rencontre l’écrivain Albert Camus chez Gallimard, dans son bureau de la NRF. Celui-ci lui dédie un texte pour sa première exposition parisienne en 1954 à la galerie Simone Badinier. L'exposition est inaugurée par le préfet de la Seine, Paul Haag, qui a déjà inauguré en 1947 son Monument à la Résistance situé place des Martyrs de la Résistance à Antibes. La baronne Alix de Rothschild lui achète plusieurs œuvres et lui passe des commandes dont une Marianne en pierre pour la mairie de Reux dont elle est maire.
En 1954, il est de retour sur la côte, en arrière-pays niçois.

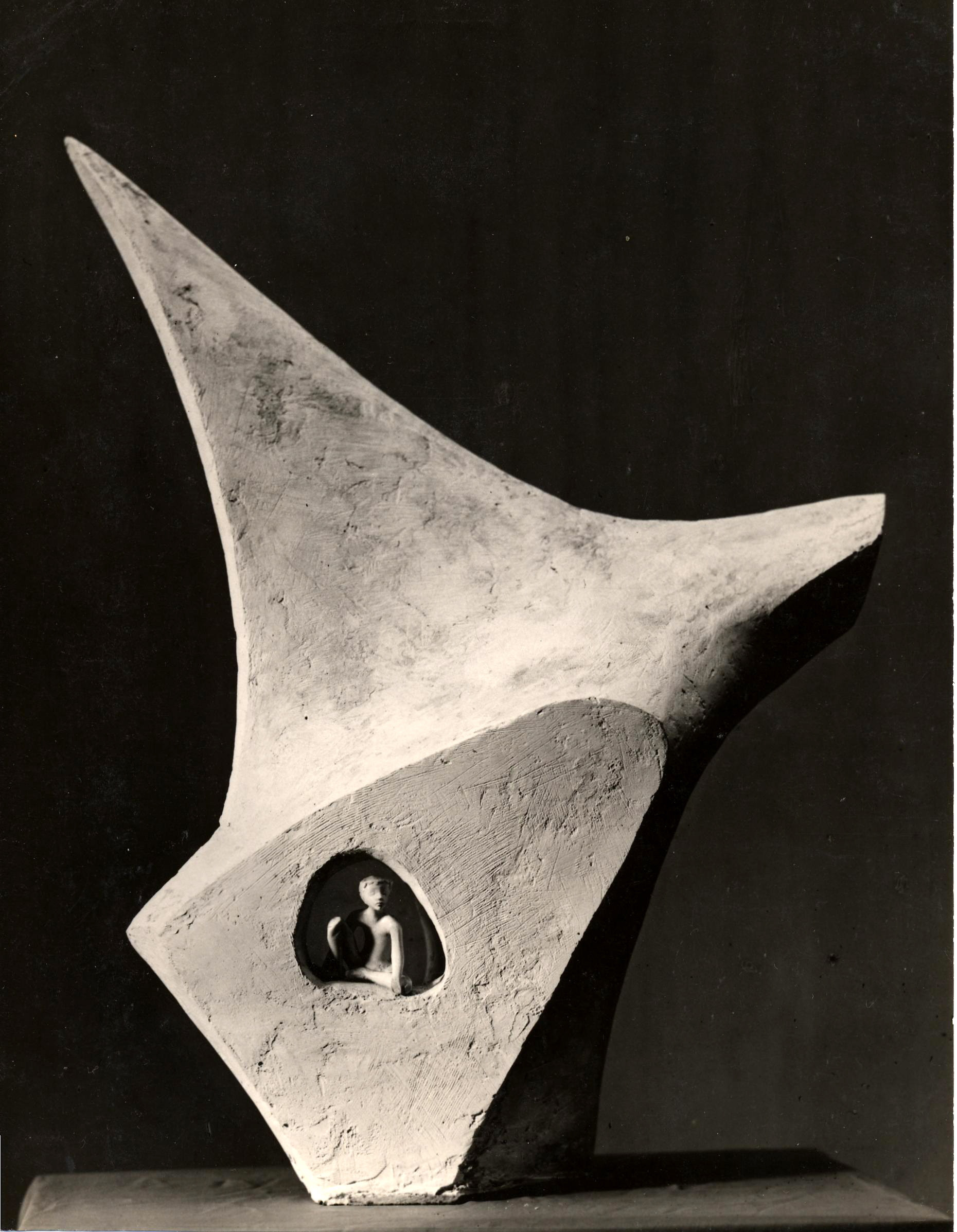
Maquette du Monument à Antoine de Saint-Exupéry que Marie de Saint-Exupéry souhaitait faire ériger à l'aéroport d'Orly.

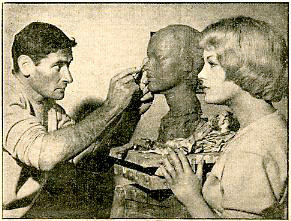
Romy Schneider posant pour Marcel Mayer en 1959.

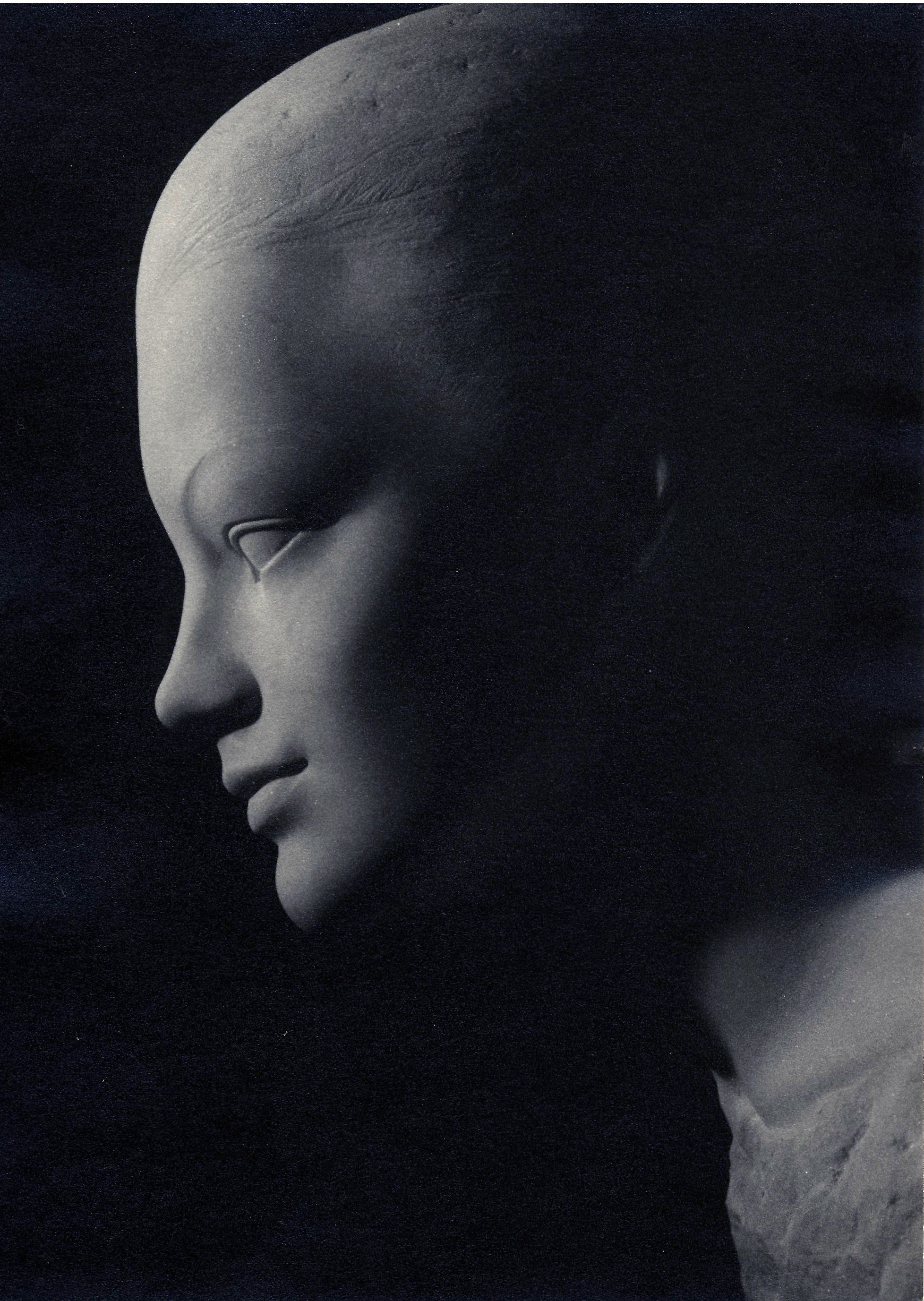
Romy Schneider (1959), buste en marbre, localisation inconnue.

À la demande de la comtesse Marie de Saint-Exupéry, avec qui il est en contact amical régulier, il réalise le buste de son fils Antoine sur la base de ses photographies familiales et travaille à un projet de monument prévu pour l’aéroport d'Orly, mais que la mère de l’aviateur-écrivain n’arrivera pas à faire financer.
En 1959, il réalise le buste en marbre de l’actrice Romy Schneider qui pose pour lui entre les prises de vues dans les studios de la Victorine à Nice, ou dans sa suite de l’hôtel Ruhl. Romy Schneider offrira le buste à sa mère l’actrice Martha Schneider.
Dans les années 1960, Marcel Mayer part pour plusieurs années aux États-Unis. Il est chargé de mission par le Syndicat national des sculpteurs statuaires, dont il est membre de longue date, pour établir des contacts avec les sculpteurs américains. À cette fin, il est muni de lettres de recommandation de la Confédération des travailleurs intellectuels (CTI), de la Direction des Affaires culturelles et techniques du ministère des Affaires étrangères, de Paul Léon de l’Institut, de Cécile Goldscheider, conservatrice du musée Rodin. Soutenu par Édouard Morot-Sir, conseiller culturel de l’ambassade de France à New York, il visite les ateliers des sculpteurs de la National Sculpture Society avec lesquels il établit des échanges, donne une série de conférences et organise des expositions dans plusieurs états américains. Il établit ses quartiers généraux à Taos au Nouveau-Mexique, dont il devient un membre de la colonie artistique. Il expose entre autres au Museum of Fine Arts de Santa Fe, crée une académie de dessin et de sculpture à Dallas, où il est exposé en permanence à la Valley House Gallery avec des œuvres de Georges Braque et Henry Moore. Il participe également à des expositions de groupe avec des artistes américains, notamment à la National Sculpture Society de New York. Il travaille également plusieurs mois au Mexique.
De retour en France, il enseignera plusieurs années au sein de l’Éducation nationale et réalisera plusieurs commandes publiques dont le Monument à Jean Moulin et à ses frères de combat érigé à Aix-les-Bains et inauguré en 1969 par la sœur du héros, Laure Moulin et le préfet de Savoie en la présence de Pierre Dalloz, organisateur du maquis du Vercors et ami de Marcel Mayer.

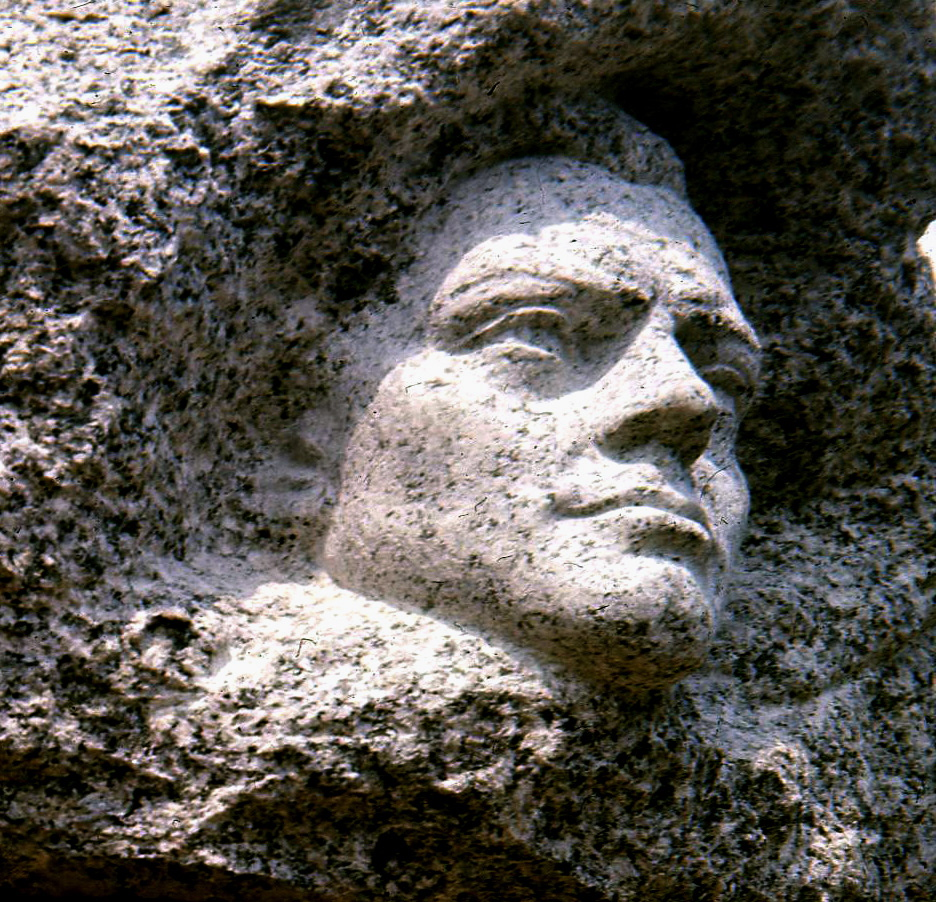
Détail du Monument à Jean Moulin et à ses frères de combat (1969), Aix-les-Bains.

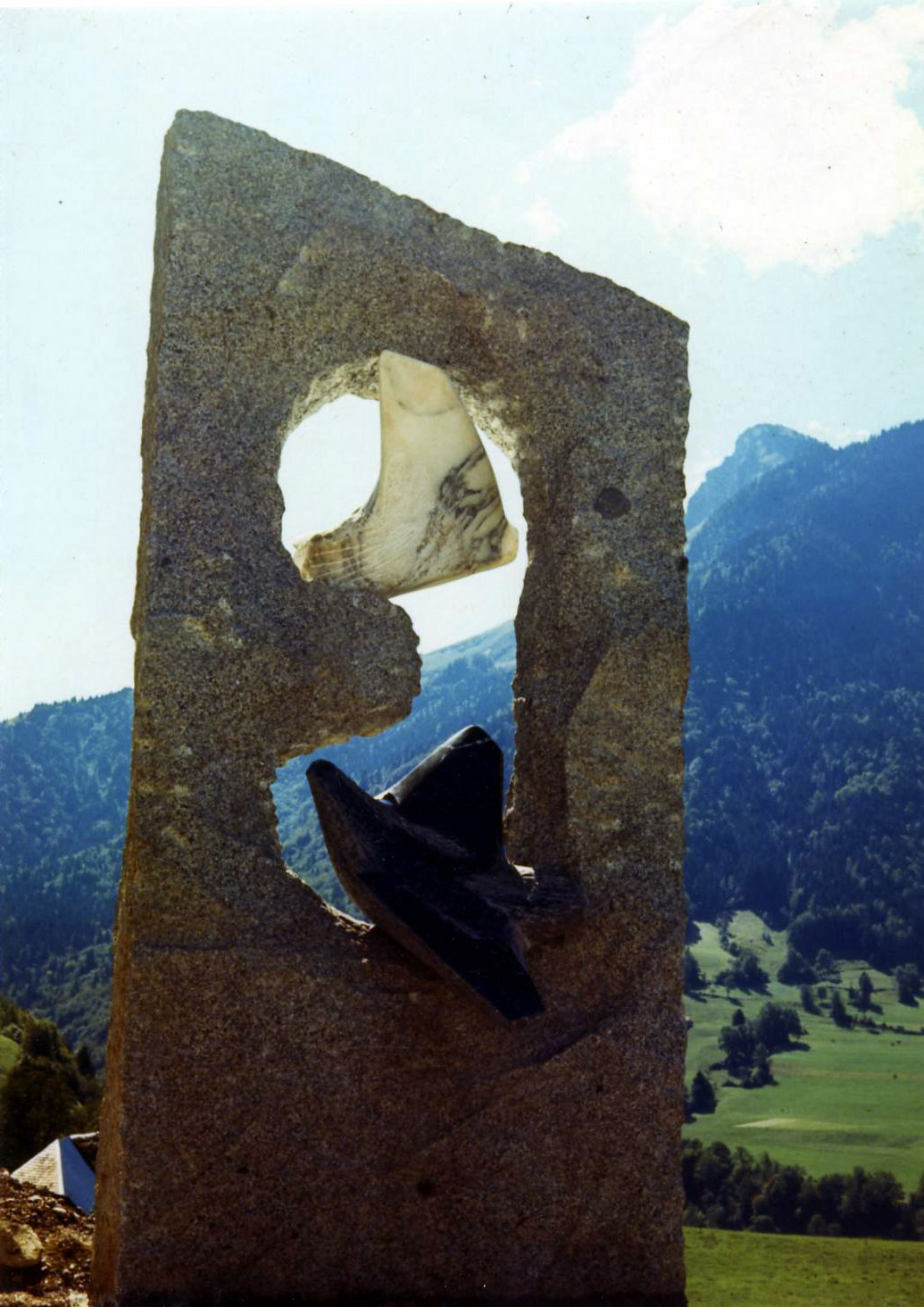
Essor (1968), sculpture monumentale en granit et marbre au Châtelard.

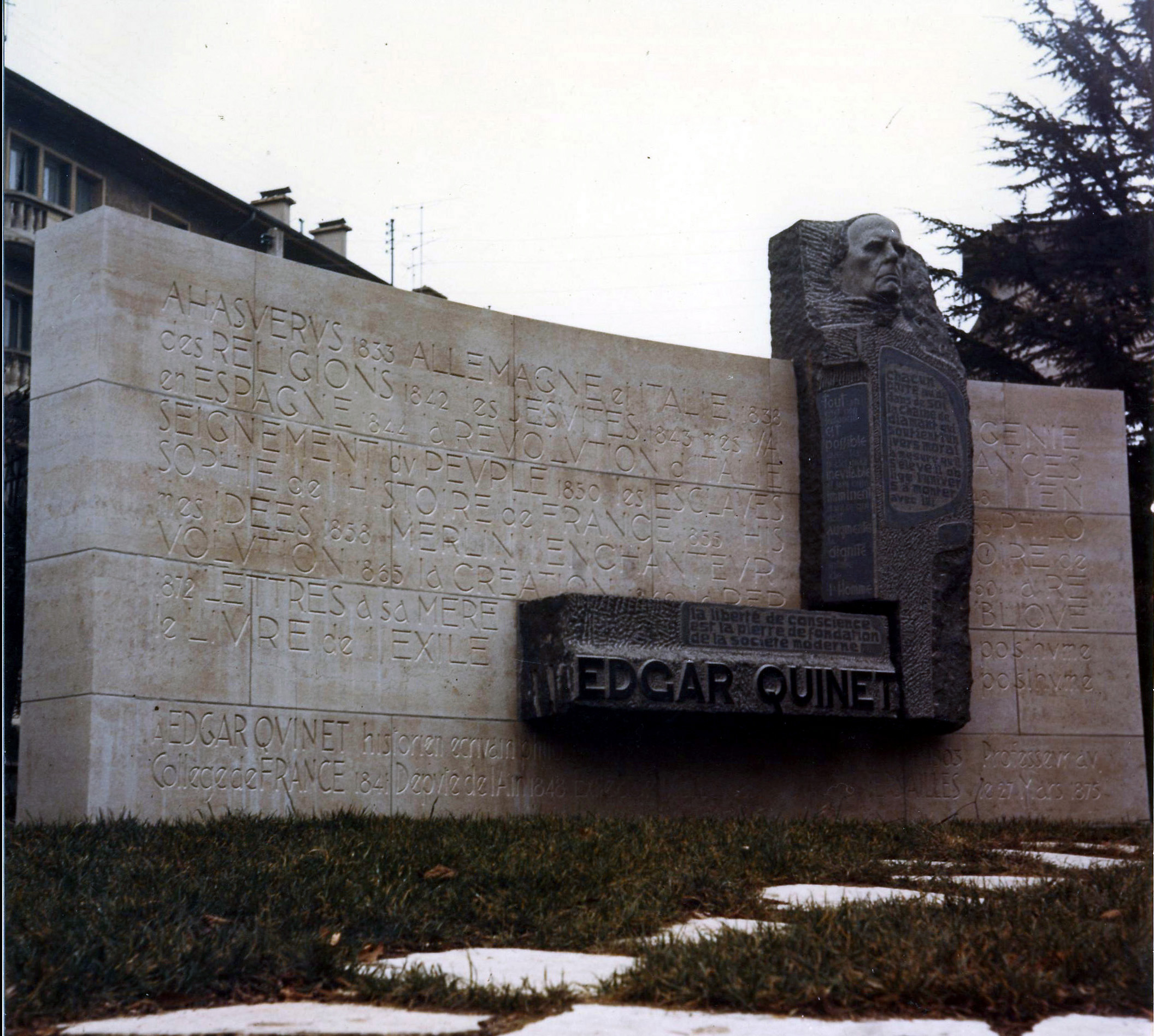
Monument à Edgar Quinet (1970), Bourg-en-Bresse.

En 1974, il réalise le buste du trompettiste Louis Armstrong pour le festival du jazz de Nice. Érigé aux arènes de Cimiez, dans les jardins du musée Matisse, ce buste sera inauguré par la princesse Grace de Monaco et Lucille Armstrong, veuve du musicien, venue spécialement des États-Unis, ce qui donna une importante couverture médiatique internationale à l’évènement.
En 1976, il expose au centre culturel de l’abbaye de Sénanque à Gordes un important cycle d’œuvres graphiques de grands formats en noir et blanc. En gestation depuis les États-Unis, où il a mis au point une nouvelle technique à base d’encres d’imprimerie, ce cycle intitulé Lumière et Ténèbres, dédié à la quête de la lumière dans les différentes traditions de l’humanité, révèle une facette très particulière de l’œuvre de Mayer et marque un tournant où il s’ouvre désormais plus à l’expression picturale et graphique.
En 1976 également il fonde l’Association pour le renouveau de l’art de la taille des matériaux nobles avec son ami Bernard Mougin, second grand prix de Rome de sculpture.

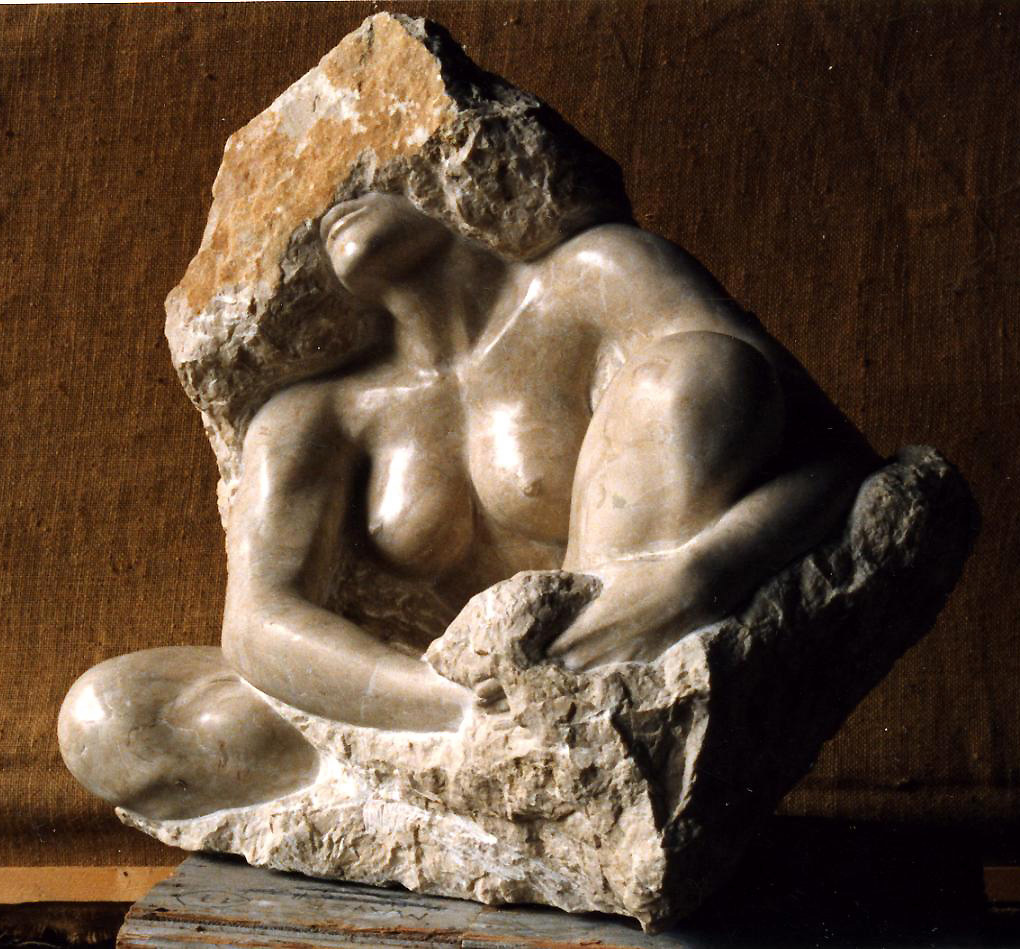
Prakriti (1983), marbre, localisation inconnue.

En 1981 son exposition Hommage à la Femme à Genève (Suisse) qui présente une collection d'œuvres en taille directe en onyx, marbre, serpentine, est placée sous le haut patronage du ministre plénipotentiaire auprès du consulat général de France, présent au vernissage. Cet hommage à la féminité et à la pierre, matériau « noble », est chaleureusement accueilli par le public suisse.
En 1983, il crée le Monument aux maréchaux de France : Leclerc, Juin, de Lattre de Tassigny pour la Ville de Nice, en taille directe dans 36 tonnes de granit rose Balmoral de Finlande. Inauguré en la présence du général Boone, gouverneur militaire de Lyon, commandant de la 5e régionmilitaire représentant le ministre de la Défense, le monument sera par la suite vandalisé à coups de marteau. Marcel Mayer en restaurera les visages mutilés au moyen de raccords en granit prélevés à même les blocs et resculptés selon la technique de la taille directe. Le monument restauré et augmenté d’un hommage au maréchal Kœnig, élevé entre-temps au maréchalat, sera déplacé et érigé dans les jardins du musée Masséna, où il est resté jusqu'en 2007. À la suite de la restauration de la villa Masséna et de ses jardins selon leur dessin d'origine, la Ville de Nice l'a à nouveau déplacé et implanté dans le jardin Alsace-Lorraine, boulevard Victor Hugo.
En 1989, Marcel Mayer, dont l'art a toujours été empreint d’une démarche philosophique, crée le Centre culturel international de recherche holistique « Faire » sous la présidence d’honneur de l’académicien René Huyghe et du violoniste Yehudi Menuhin. Ce mouvement de convergence entre art, science et philosophie compte à son comité d’honneur des personnalités de ces différentes disciplines, parmi lesquelles son vieil ami le peintre Jules Henri Lengrand, premier grand prix de Rome, le biologiste Remy Chauvin et Samivel, avec lequel Marcel Mayer est en correspondance.
À partir des années 1990, l’artiste développe une nouvelle technique picturale en couleur parallèlement à la sculpture, et travaille à des écrits.

## L’œuvre
Selon Myriam May : « Comme l’a très tôt perçu avec perspicacité Albert Camus, l’art de Mayer a évolué en liberté, hors des écoles et mouvements, ce qui l’a rendu pratiquement inclassable. Les circonstances de sa vie y ont leur part, mais le tempérament de totale indépendance de l’artiste montagnard et son exigence intérieure l’ont mené à cette démarche solitaire et atypique dont il a souvent payé le prix[réf. nécessaire]. »
Cette position d’indépendance n’a pas laissé d’irriter les écoles d’avant-garde qui tendent à vouloir imposer leur doctrine.[réf. nécessaire]
L’artiste se qualifie lui-même de « classique moderne » et s’il a exploré de multiples formes d’expression jusqu’à la semi-abstraction symbolique, il s’est toujours enraciné dans la tradition classique universelle (Europe, Grèce, Inde, Égypte, civilisation précolombienne) où il a puisé ses sources d’inspiration et d’expression. Il a su allier la rigueur du classicisme à l’audace de la modernité. Les critiques ont dégagé des aspects clefs de sa démarche.

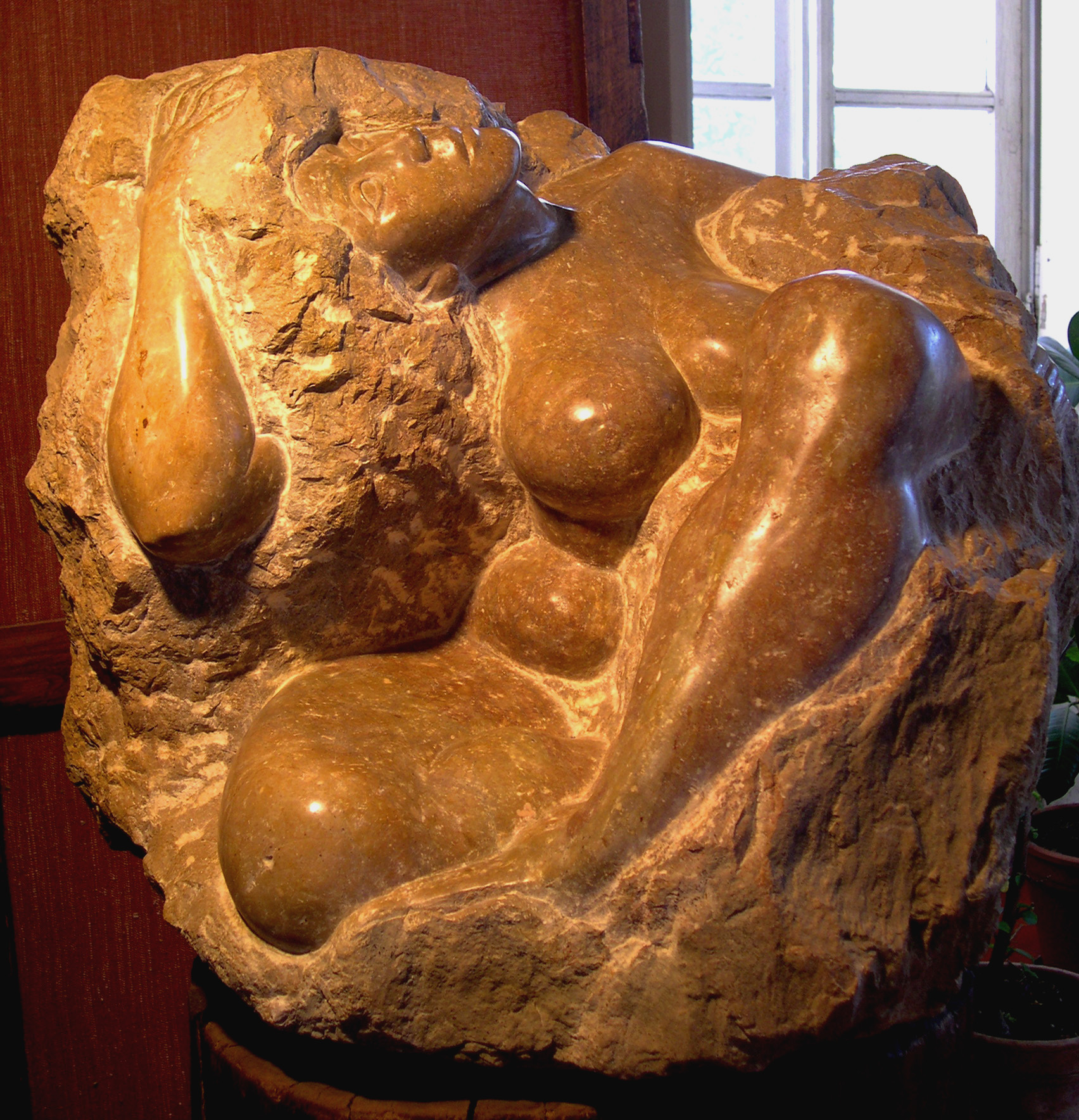
Gaia (2003), taille directe, localisation inconnue.

L’humanisme en est une des bases principales comme l’a analysé Pierre Daler dans la revue Le Mausolée. Cette approche humaniste sous-tend toute la recherche de l’artiste et implique forcément des choix. Selon Mayer « une œuvre d’Art véritable comporte une éthique, elle l’implique par sa nature même. Tout ce qui préside à sa création procède d’une certaine façon d’aimer, de croire et plus même, d’affirmer[réf. nécessaire]. » Cet humanisme implique la revalorisation de la figuration dans une vision poétique, souvent symbolique, voire surréelle dont la formulation expressive doit principalement à la passion de Marcel Mayer pour la taille directe, technique où il a développé sa virtuosité dans les matériaux les plus difficiles, de l’onyx aux granits en passant par les marbres et les basaltes, et que Monique Priscille dans La Suisse a salué comme « une rare maîtrise du métier de sculpteur dans la figuration poétique[réf. nécessaire] ».
La taille directe est une deuxième clef essentielle de l’œuvre de Mayer. Pour l’artiste, l’échange avec la matière primordiale qui en découle dicte une loi qui s’apparente à l’ascèse et dont la pratique évoque celle de la haute montagne. Cette pratique débouche ainsi sur une autre clef de voûte de la démarche de Mayer, celle exprimée par la critique américaine Dorothy Brideham pour le Denver Post qui remarquait que son œuvre dégage une qualité spirituelle qui « n’a rien à voir avec le sujet ou même le style, mais avec la personnalité et la pensée de l’homme derrière l’œuvre[réf. nécessaire] ». Cette démarche et l’engagement qu’elle implique font de chaque création les étapes d’une sorte de pèlerinage.
C’est de cette inspiration intérieure qui tout d’abord induit le dialogue avec la matière, puis s’en charge, qu’émane certainement l’impression de force de son œuvre remarquée par Albert Camus. Force que l’on retrouve transposée dans son œuvre graphique, notamment dans son cycle de grands formats Lumière et Ténèbre où les techniques qu’il a créées s’apparentent à une forme de taille directe bidimensionnelle.

## Œuvres
France
- Aix-les-Bains : Monument à Jean Moulin, granit et bronze, inauguré par Laure Moulin, sœur du résistant et le préfet de Savoie.
- Antibes : Monument à la Résistance, pierre, inauguré par le préfet des Alpes-Maritimes.
- Avignon :
  - La Farandole du Mistral, mur animé, verre polychrome ;
  - L’Oiseau Bleu, sculpture-fontaine, béton et mosaïque ;
- Bourg-en-Bresse :
  - Monument à Edgar Quinet, granit, primé par la médaille de la Ville de Bourg-en-Bresse ;
  - Envol, patio animé, hauts-reliefs béton polychrome.
- Chambéry :
  - L’Arbre, sculpture en laiton ;
  - Nid et soleil, mur animé, laiton ;
- Le Châtelard : Essor, granit et marbre.
- Èze, place de la Mairie : Monument du Souvenir français, pierre, inauguré par le général Dey, délégué du Souvenir français.
- Loriol :
  - Les Conquêtes', hauts-reliefs, pierre ;
  - La Légende et la poésie, hauts-reliefs, pierre.
- Miramas : Monument aux victimes de la guerre, pierre.
- Nice :
  - Monument à la gloire des maréchaux de France, jardin Alsace-Lorraine, boulevard Victor Hugo, primé par le grand Aigle d’or de la Ville de Nice ;
  - L’Appel du large, hauts-reliefs polychrome, béton et mosaïque ;
  - Buste de Jean Médecin, député-maire de Nice, promenade des Anglais ;
  - Grand Aigle de la Ville de Nice, modèle ;
  - Apollon, cuivre, hauteur 5 m ;
  - Buste de Louis Armstrong, jardin des Arènes de Cimiez, inauguré par la princesse Grace de Monaco et Madame Louis Armstrong ;
  - Buste du général Delfino, boulevard Delfino ;
  - Buste de Victoria Fer, cantatrice, foyer de l’Opéra ;
- Paris, Fonds municipal d'art contemporain de la Ville de Paris.
- Reux : Marianne, pierre, commandé par la baronne de Rothschild pour la mairie.
- Sorgues :
  - Élan, stabile, béton et acier ;
  - Les yeux d’Elsa, bas-relief pierre.

Ukraine
- Lviv : Monument aux prisonniers français, marbre, primé par la médaille de la Ville de Paris.

Localisation inconnue
- Gisant, granit, à la baronne Alix de Rothschild ;
- Buste d’Antoine de Saint-Exupéry, ancienne collection de la comtesse Marie de Saint-Exupéry ;
- Buste de Romy Schneider, marbre, ancienne collection de Martha Schneider.

## Réception critique
- Albert Camus, préface écrite pour la première exposition parisienne de Marcel Mayer : « Sans la lumière du monde les formes ne seraient pas. Mais les formes, à leur tour, ajoutent à la lumière du monde. L’univers réel qui par ses formes et sa splendeur, suscite les corps et les statues, reçoit d’eux, en retour, une seconde lumière qui corrige celle du ciel et la limite. Ainsi le sculpteur ne serait rien sans la réalité et pourtant c’est lui qui aide la réalité à être. Il ne peut donc ni l’ignorer, ni l’accepter servilement. Entre ces deux extrêmes se trouvent les pays de l’Art que Mayer parcourt dans tous les sens, cherchant sa propre loi qui fixera le devenir incessant des formes. Mais il ne la cherche ni dans les écoles ni dans les doctrines, avide seulement, brutal, prolixe et fort, comme la passion de vivre et de créer. »
- Paul Haag, préfet de la Seine : « J’ai gardé le plus fidèle souvenir du monument à la Résistance que j’ai inauguré à Antibes, en 1947, et que j’avais trouvé très beau et très puissant. J’accepte bien volontiers d’accorder mon patronage à l’exposition que vous comptez organiser à Paris […] heureux de pouvoir ainsi aider un jeune talent à se faire connaître et d’apporter un témoignage de vive sympathie, d’une part à l’audace courageuse de l’auteur qui aime son art, continue de vouloir le servir et l’honorer malgré les difficultés d’une époque qui a perdu l’esprit du mécénat et parfois simplement le goût du beau et, d’autre part, aux services rendus et aux sacrifices supportés par vous-même et par votre famille[réf. nécessaire]. »
- Paul Léon : « […] je tiens à vous dire combien, j’apprécie votre talent si personnel, votre goût, votre imagination créatrice[réf. nécessaire]. »
- René Huyghe : « je pense comme vous que nous sommes rentrés dans l’ère post moderne, ce qui échappe hélas à trop de nos contemporains[réf. nécessaire]. »
- Yehudi Menuhin : « Je serai ravi d’être un membre du Comité d’Honneur du Centre culturel international de recherche holistique. Votre projet est inspirant et je serais heureux de m’y associer[réf. nécessaire]. »
- Marie de Saint-Exupéry : « Toutes les fois que je regarde le buste d’Antoine, je pense que j’aimerais vous voir[réf. nécessaire]. »
- Lucille Armstrong : « Merci pour la magnifique sculpture que vous avez réalisée de mon cher Louis.[…] Partout où j’ai voyagé après mon départ de France les gens avaient entendu parler du buste que vous avez fait et vu l’inauguration dans les journaux. Toute la presse publiait des photos de l’événement[…][réf. nécessaire]. »
- Romy Schneider : « Le buste nous plaît beaucoup ! Moi je suis vraiment très contente, j’aime beaucoup ce marbre blanc dans lequel vous avez si bien exécuté votre travail. Également ma mère, à laquelle j’en ai fait cadeau est ravie et regardait tout le temps la sculpture.[…] Je vous remercie beaucoup de la peine que vous vous êtes donnée avec ce buste et je crois que la meilleure récompense soit qu’il nous plaît et que nous aimons votre travail[réf. nécessaire]. »
- Laure Moulin : « Cher Maître, Je suis littéralement emballée. Vous avez créé des œuvres d’une grande beauté, très ressemblantes pour les bustes, si j’en juge par celui de Saint-Exupéry et de Romy Schneider, et d’une conception originale sans excès de modernisme dans vos compositions qui respectent les canons essentiels de la sculpture[réf. nécessaire]. »
- La maréchale Leclerc de Hautecloque : « Maître,[…] je veux sans tarder vous remercier d'avoir bien voulu m'adresser ces photographies qui me permettent de faire connaissance avec votre œuvre si pleine de symboles […] je vois avec quel soin vous avez su traduire sa volonté claire et tenace[réf. nécessaire]. »
- La maréchale de Lattre de Tassigny : « Je dois vous dire que j'aime beaucoup la façon dont vous avez réalisé le visage du Maréchal de Lattre : beau et tellement expressif. Avec mes félicitations et mes remerciements […][réf. nécessaire] »
- Socrate Stavropulos : « Vous êtes un sculpteur d’une qualité extraordinaire qui vous place en premier plan de tous les sculpteurs contemporains : Vous savez ce que vous voulez et n’allez pas en quête de nouveautés abstruses[réf. nécessaire]. »

## Salons
- Salon de printemps de la Société des beaux-arts, Nice.
- Biennale de Menton.
- Salon de la jeune sculpture, Paris.
- National Sculpture Society, New York.
- Salon Comparaisons, Paris.
- Sélection du Salon Comparaisons au Palais des papes, Avignon, 1983.
- Biennale de la Société nationale des beaux-arts, Paris.
- Salon international des petits formats, Centre culturel Christine Peugeot, Paris.
- Salon des artistes membres du Who’s Who Art Club, Centre Futurart, Bruxelles.

## Sociétaire
- Fondation Taylor, Association des artistes, peintres, sculpteurs, architectes, graveurs, dessinateurs, Paris.
- Syndicat national des sculpteurs plasticiens, Paris.
- Who’s Who Art Club International, Lausanne.

### Sources primaires
- Biographie inédite par Myriam May.
- Sites Internet de l’artiste.
- Famille de l’artiste et archives de l’atelier Marcel Mayer.